# ديريك بيل (لاعب كرة قدم)
ديريك بيل (بالإنجليزية: Derek Bell)‏ هو لاعب كرة قدم بريطاني في مركز الوسط، ولد في 19 ديسمبر 1963 في نيوكاسل أبون تاين في المملكة المتحدة. لعب مع نيوكاسل يونايتد.